# فارس فارس
فارس فارس (التلفظ السويدي: ‎[ˈfaːrɛs ˈfaːrɛs]‏ ; مواليد 29 أبريل 1973) هو فنان سويدي-لبناني.

## النشأة
ولد فارس في بيروت، لبنان. لديه شقيق أصغر هو المخرج جوزيف فارس، ولديه أربع أخوات. في عام 1987، عندما كان عمر فارس 14 سنة، أنتقلت عائلته إلى السويد، وهو يقيم حالياً في اوريبرو. هربوا من الحرب الأهلية اللبنانية وأختاروا السويد لأن لهم أقارب يعيشون هناك. فارس يقول بأنه تعلم السويدية في غضون ثلاثة أشهر فقط بعيشه في السويد.
من سن 15، فام فارس بالتمثيل في مجموعة مسرح محلية في أوربرو. وعندما كان عمره 19 عاماً، حضر مدرسة الدراما في مولندال بالقرب من غوتنبرغ, السويد. قضى ست سنوات يعمل في مسرح تامور.

## المهنية

### الأفلام
لعب فارس الأدوار الرئيسية في أفلام أخيه المخرج جوزيف فارس، بما في ذلك عرضه الأول في أداء التمثيل في عام 2000 جالا! جالا!  و 2003 كوبس.  ولعب دور البطولة في بانغ بانغ أورانغوتانغ (2005) و قتل أعزائك (2006).
في عام 2010, تألق فارس في فيلم الجريمة السويدية المال السهل مع جويل كينمان. وقد حظي الفيلم بشهرة كبيرة وتم اختياره للتوزيع الأمريكي من قبل هارفي وينشتاين. في عام 2012، قدم فارس أول ظهور له في هوليوود في فيلم دينزل واشنطن فيلم مخبأ. ولعب ضابط وكالة المخابرات المركزية حكيم في 30 دقيقة بعد منتصف الليل. كان لفارس دور في فيلم الطفل 44 (2014) مع توم هاردي وغاري أولدمان. فارس لعبت فارس دور السيناتور فاسبار في أمتياز حرب النجوم فيلم روج ون: قصة من حرب النجوم (2016).
بالنسبة لعام 2013 Kvinden i buret (العنوان باللغة العربية: حارس الأشياء المفقودة), التي أنشئت في الدنمارك، تعلم فارس أن يتكلم باللغة الدنماركية. حارس الأشياء المفقودة يستند إلى رواية جوسي أدلر-أولسن، وهي أولى من أربع ميزات تستند إلى رواياته في قسم Q. وسيظهر كل من فارس ونيكولاج لاي كاس في الأفلام الأربعة. كان فيلم حارس الأشياء المفقودة أهم فيلم في الدنمارك لعام 2013. Fasandræberne (العنوان باللغة العربية: الغائب) هو الفلم الثاني من هذه السلسلة. كما أنه حطم المكاسب الدانماركية السينمائية، ووضع سجلات جديدة. تم عرض الفيلم الثالث في سلسلة مؤامرة الإيمان (Flaskepost fra P) لأول مرة في الدنمارك في آذار / مارس 2016 وفي الولايات المتحدة في يونيو حزيران.

### التلفاز
في عام 2014، لعب فارس دور فوزي نادال في برنامج تلفزيوني، الطاغية، على شبكة FX. تم تجديد الطاغية لموسم ثانٍ، والذي بدأ بثه في صيف عام 2015،  وموسم ثالث في صيف 2016.

### المسرح
- 1996: صامويل بيكيت I väntan på Godot (في أنتظار غودو) في مسرح تامور، السويد
- 2000: دوم، من إخراج جاسينكو سليموفيتش، مع توركيل بيترسون في مسرح مدينة غوتنبرغ (Göteborgs Stadsteater), غوتنبرغ، السويد
- 2000: الليلة قبل الغابات في مسرح تامور، السويد
- 2001: العودة إلى الصحراء في مسرح الدراما الملكية، ستوكهولم، السويد
- 2002: المطبخ في مسرح مدينة غوتنبرغ، غوتنبرغ، السويد
- 2003: الجريمة، الرعاية المنزلية، العقوبات، القتل العمد في الكواليس، السويد
- 2003: الليلة العربية في الكواليس، السويد

### أعمال أخرى
- يظهر فارس في مقطعي فيديو موسيقيين لـليكي لي; عام 2011، «أنا أتبع الأنهار»، من إخراج طارق صالح و 2014 ألبوم دعاية «أنا لا أتعلم أبداً»[20]
- ظهر في الفيديو الموسيقي لدانييل ليمما «إذا كنت أحبك» مع توركيل بيترسون
- 2011: إعلان تلفزيوني لصالح تانغيراي «الليلة نحن تانغيراي» - الممثل - الساقي
- 2012: فيلم قصير برعاية ماييت يدعى المشي أثناء النوم في الصدع, من إخراج كاري فوكوناجا.[21][22]
- 2018: يلعب دور ليو في لعبة الفيديو أواي أوت[23]

## الحياة الشخصية
يقول فارس بأنه يقضي وقته في كل من ستوكهولم، السويد ولوس أنجلوس، كاليفورنيا.

## أفلامه
| السنة | العنوان                                   | الدور               | الملاحظات                                              |
| ----- | ----------------------------------------- | ------------------- | ------------------------------------------------------ |
| 2000  | قبل العاصفة                               | آخذ الرهائن         |                                                        |
| 2000  | جالا! جالا!                               | رورو                |                                                        |
| 2001  | أيام مثل هذه                              | مايكل               |                                                        |
| 2003  | كوبس                                      | يعقوب               | مهرجان بينيسكولا للفيلم الكوميدي جائزة أفضل ممثل       |
| 2004  | أنا رجلك                                  | عمر                 | فيلم قصير                                              |
| 2004  | ليلاً ونهاراً                               | كريستيان            | مهرجان شيكاغو السينمائي الدولي جائزة أفضل فرقة التمثيل |
| 2004  | كلوروكس وأمونيا وقهوة                     | عيسى                |                                                        |
| 2004  | فقير من بلباو                             | فرانك فلامبيرت      |                                                        |
| 2005  | زوزو                                      | الدجاجة (صوت)       |                                                        |
| 2005  | بانغ بانغ أورانغوتانغ                     | باتريك              |                                                        |
| 2006  | أقتل أعزائك                               | عمر                 |                                                        |
| 2006  | مليونير 7                                 | كريستوفر الزيد      |                                                        |
| 2007  | إبتسامة بني العينين الذهبية               | روشان               | مسلسل تلفزيوني قصير                                    |
| 2008  | للحظة واحدة، الحرية                       | مانو                |                                                        |
| 2008  | ماريا فيرن - الطير الغريب                 | جونثان ساوما        | مسلسل تلفزيوني                                         |
| 2008  | الفراء                                    | ريتشارد             | فيلم قصير                                              |
| 2009  | متروبيا                                   | فيراز سانومان (صوت) |                                                        |
| 2010  | المال السهل                               | محمود               |                                                        |
| 2012  | المشي أثناء النوم في الصدع                | فيلم قصير           |                                                        |
| 2012  | مخبأ                                      | فارغاس              |                                                        |
| 2012  | المال السهل II                            | محمود               | ترشيح – جائزة الخنفساء الذهبية لأفضل ممثل مساعد        |
| 2012  | 30 دقيقة بعد منتصف الليل                  | حكيم                |                                                        |
| 2013  | Kvinden i buret ("حارس الأشياء المفقودة") | أسعد                |                                                        |
| 2014  | الطاغية                                   | فوزي نادال          | مسلسل تلفزيوني (19 حلقة 2014-2016)                     |
| 2014  | Fasandræberne ("الغائب")                  | أسعد                | فوز - مهرجان غالا السينمائي الدنماركي لأفضل ممثل مساعد |
| 2015  | الطفل 44                                  | ألكسي أندرييف       |                                                        |
| 2016  | الكومونة                                  | آلون                |                                                        |
| 2016  | Flaskepost fra P (مؤامرة الإيمان")        | أسعد                |                                                        |
| 2016  | روج ون: قصة من حرب النجوم                 | السيناتور فاسبار    |                                                        |
| 2017  | حادث النيل هيلتون                         | نورالدين            |                                                        |
| 2018  | وست وورلد                                 | أنطونيو كوستا       |                                                        |

## وصلات خارجية
- فارس فارس على موقع IMDb (الإنجليزية)
- فارس فارس على موقع ميتاكريتيك (الإنجليزية)
- فارس فارس على موقع روتن توميتوز (الإنجليزية)
- فارس فارس على موقع قاعدة بيانات الأفلام العربية
- فارس فارس على موقع ألو سيني (الفرنسية)
- فارس فارس على موقع أول موفي (الإنجليزية)
- فارس فارس على موقع قاعدة بيانات الأفلام السويدية (السويدية)
- فارس فارس على موقع ديسكوغز (الإنجليزية)
- فارس فارس على موقع قاعدة بيانات الفيلم (الإنجليزية)
- فارس فارس على موقع كينوبويسك (الروسية)
- قالب:Sfdb name